# Here For A Laugh
Here For A Laugh er det andet album fra den danske gruppe The Breakers. Det er indspillet i København med Billy Cross som producer.
Albummet er mixet i USA af producerne Sean Slade og Paul Q. Kolderie i Fort Apache Studios. 
Udgivet i Danmark i januar 2006. Oprindeligt havde The Breakers indspillet albummet i foråret 2006 under titlen Ups & Downs for pladeselskabet Evelyn Records, men på grund af uoverensstemmelser blev albummet aldrig udgivet og gruppen genindspillede pladen.
Albummet blev udgivet i USA og Canada 8 maj 2007 på pladeselskabet Funzalo Records under bandnavnet The Breakers DK, da der allerede eksisterede andre grupper med navnet The Breakers. Det blev desuden udgivet 21. september i Tyskland, Østrig og Schweiz på det tyske pladeselskab India Records.
Albummet modtog fire ud af seks stjerner i musikmagasinet GAFFA.

## Indhold
1. "Dance the Go-Go"
2. "Tried So Hard"
3. "Get Lost Get High Get Sick"
4. "Tip of My Tongue"
5. "It's A Jungle Out There"
6. "Here For A Laugh"
7. "No Sentimental Rubbish"
8. "Cold Cold Winter"
9. "Rich Kids"
10. "Ups & Downs"